# 贾斯敏·莫赫贝里
贾斯敏·莫赫贝里（英語：Jasmin Moghbeli，波斯語：‎，1983年6月24日—），是一位美国海军陆战队试飞员和NASA宇航员。。2017年6月入选NASA第二十二组宇航员。

## NASA事业
2017年6月莫赫贝里入选NASA第二十二组宇航员，随后，她开始了为期两年的培训。
2022年3月，她被任命为SpaceX載人7號任务的指挥官，该任务于2023年8月26日发射，前往国际空间站。